# Nachkriegsliteratur
Mit Nachkriegsliteratur bezeichnet man die nach dem Zweiten Weltkrieg und unter dem Eindruck des Krieges und des Nationalsozialismus entstandene Literatur. Historisch ist das Ende der Nachkriegszeit in Deutschland schwierig abzugrenzen. Die deutschsprachige Nachkriegsliteratur dürfte auf die Zeit von Mitte 1945 bis zur Auflösung der Gruppe 47 im Jahre 1967 datiert werden.

## Deutsche Demokratische Republik
In der Sowjetischen Besatzungszone und der aus ihr hervorgegangenen DDR bildete sich eine relativ homogene Literatur heraus. Staatliche Einflussnahme und die beherrschende Stellung heimgekehrter kommunistischer Emigranten prägten als erstes Hauptthema die Abrechnung mit dem Nationalsozialismus als  einer verbrecherischen Ausformung des Kapitalismus. Danach stellte sich die Literatur weitestgehend in den Dienst des Aufbaus einer sozialistischen Gesellschaft.

## Bundesrepublik Deutschland
In Westdeutschland wurde das literarische Leben zunächst von Autoren beherrscht, die thematisch und stilistisch an die Zwischenkriegszeit oder noch ältere Traditionen anknüpften. Die Katastrophe des Nationalsozialismus beantworteten sie vielfach mit einer Rückbesinnung auf christliche und bürgerliche Werte. Vielgelesene Autoren dieser Richtung waren unter anderem Ernst Wiechert, Werner Bergengruen und Hans Carossa.
Andere Schriftsteller befanden es nicht für richtig, nach den Kriegsereignissen noch in altem Stil weiterzuschreiben. Durch Sprachskepsis spaltete sich die Nachkriegsliteratur in drei verschiedene Arten: Literatur mit naturmagischen Tendenzen (Magischer Realismus), Trümmer- und Kahlschlagliteratur und Hermetik.
Die westdeutschen Autoren, die heute als Protagonisten der Nachkriegsliteratur erscheinen, waren größtenteils Debütanten und setzten sich in der Öffentlichkeit erst allmählich durch. Als Autor der Nachkriegszeit schlechthin gilt der 1947 verstorbene Wolfgang Borchert (Draußen vor der Tür). Großes Aufsehen erregte Alfred Anderschs Erzählung Die Kirschen der Freiheit, in der er seine Desertion rechtfertigte. Über die zunächst kritische Aufnahme der jungen Autoren schrieb Heinrich Böll 1952: „Die ersten schriftstellerischen Versuche unserer Generation nach 1945 hat man als Trümmerliteratur bezeichnet, man hat sie damit abzutun versucht. Wir haben uns gegen diese Bezeichnung nicht gewehrt, weil sie zu Recht bestand: tatsächlich, die Menschen von denen wir schrieben, lebten in Trümmern, sie kamen aus dem Kriege, Männer und Frauen in gleichen Maße verletzt.“
Literaturhistorisch spielen für diese Zeit die eingerichteten Frankfurter Poetik-Vorlesungen eine große Rolle. Mit dem Thema „Probleme zeitgenössischer Dichtung“ eröffnete Ingeborg Bachmann im Wintersemester 1959/60 als erste Gastdozentin die Reihe. Die Vorlesungen begründeten eine neue Plattform für den Austausch zwischen Wissenschaft und Literatur und gaben Bachmann Gelegenheit, die Nachkriegsliteratur literaturgeschichtlich zu verorten und dies mit ihren poetischen Grundsatzüberlegungen zu verbinden.